# Gordon Aitchison
Gordon "Gord" Aitchison, född 14 juni 1909 i North Bay, död 6 januari 1990 i Windsor, var en kanadensisk basketspelare.
Aitchison blev olympisk silvermedaljör i basket vid sommarspelen 1936 i Berlin.